# Pardosa marchei
Pardosa marchei är en spindelart som beskrevs av Simon 1890. Pardosa marchei ingår i släktet Pardosa och familjen vargspindlar. Inga underarter finns listade i Catalogue of Life.